# Видоје Жарковић
Видоје Жарковић (Недајно, код Плужина, 10. јун 1927 — Београд, 29. септембар 2000) био је учесник Народноослободилачке борбе, друштвено-политички радник СФРЈ и СР Црне Горе, контра-адмирал ЈНА у резерви и јунак социјалистичког рада.
У партизане је ступио са само четрнаест година, 13. јула 1941. године. Након рата, остао је у професионалној војној служби у Југословенској народној армији (ЈНА), а по демобилисању и превођења у резерву у чину контра-адмирала ЈНА, 1965. године, прешао је на рад у цивилну администрацију. На месту председника Извршног већа Скупштине СР Црне Горе налазио се од 5. маја 1967. до 7. октобра 1969. године, док је председник Скупштине СР Црне Горе био од 1969. до 1974. Од 29. јула 1971. до 15. маја 1984. и од 25. јуна 1985. до 28. јуна 1986. налазио се на месту члана Председништва СФРЈ, док је потпредседник Председништва СФРЈ био у два наврата, од 16. маја 1976. до 16. маја 1977. и од 16. маја 1983. до 16. маја 1984. године. Током 1984. обављао је дужност председника Централног комитета Савеза комуниста Црне Горе. У периоду од 25. јуна 1985. до 28. јуна 1986. године обављао је дужност председника Председништва Централног комитета Савеза комуниста Југославије.
У јануару 1989. године, поднео је оставку на место члана Председништва ЦК СКЈ, после пада црногорског политичког руководства.

## Биографија
Рођен је 10. јуна 1927. године на у селу Недајно, код Плужина, од оца Милована, ветерана Првог и Другог светског рата, и мајке Љубице Жарковић, рођене Дакић, рођене сестре народног хероја Југославије Радоја Дакића. Његов деда по оцу Видоје погинуо је 1912. године у борбама на Скадру као десетар Црногорске војске, док је деда по мајци Милош погинуо 1918. године као црногорски комита. Стриц Лука се борио у редовима Црногорске војске у Првом светском рату, где гине такође као комита, док су стричеви Миливоје и Стеван били учесници Народноослободилачке борбе.
Жарковић је од раног детињства слушао приче о Октобарској револуцији, комунистима, шпанским борцима од свог ујака Радоја Дакића, али и ђака, студената и напредне омладине. Као шестогодишњи дечак, постао је пастир и пошао у школу. Уз рад, у родном селу је завршио основну школу, а 1937. године одлази за Пљевља, где је похађао Пљеваљску гимназију. Као одличан ђак, био је носилац државне стипендије. Завршио је нижу гимназију 1941. године. Његово даље школовање је прекинула окупација Краљевине Југославије.

### Народноослободилачка борба
Учесник је Народноослободилачке борбе од 13. јула 1941. године, ступивши у партизане са само четрнаест година, иако су га од тога одговарали и родитељи и старији другови, али и партизански руководиоци, који су га сматрали премладим за борбу. Исте године, септембра месеца, примљен је у Савез комунистичке омладине Југославије (СКОЈ).
Учествовао је у Тринаестојулском устанку. Најпре се борио у редовима Планино-пивског теренског батаљона и обављао дужност курира Штаба батаљона. У то време упознао је и Мошу Пијаде. У пролеће 1942. године, као добровољац, постао је борац Четвртог батаљона Дурмиторског партизанског одреда и ушао у Батаљонски комитет СКОЈ-а. Након тешких борби и доласка у село Горанско, батаљон је расформиран и Жарковић са неколицином другова бива упућен у Трећи батаљон, из којег улази у састав Петог дурмиторског батаљона Четврте црногорске пролетерске бригаде, у јуну 1942. године, са којом учествује у многим борбама до јануара 1943. — у нападима на Бугојно, у бици за Купрес, борбама за Ливно и многим другим.
Након формирања Друге пролетерске ударне дивизије, под командом Пека Дапчевића, постао је курир Пратеће чете Штаба Дивизије и са њом прошао бројне борбе, укључујући оне током Четврте и Пете непријатељске офанзиве. Потом је био у Пратећој чети Штаба Другог ударног корпуса НОВЈ, од септембра 1943. до априла 1944. године. Члан Комунистичке партије Југославије (КПЈ) постао је 12. августа 1943. године, а 1944. улази у Главни одбор Уједињеног савеза антифашистичке омладине Црне Горе (УСАОЦГ).
Током 1944. године, Жарковић је био на функцији руководиоца СКОЈ-а у батаљону Девете црногорске бригаде. Крајем исте године, одбија могућност да оде на школовање у Совјетски Савез, али и да буде склоњен на слободну територију, те уз подршку Блажа Јовановића бива постављен на место руководиоца СКОЈ-а и члана Штаба у Седмој црногорској омладинској бригади „Будо Томовић” и учествује у завршним операцијама за ослобођење Црне Горе, Босне и Херцеговине, Хрватске и Словеније. Свој ратни пут је завршио 15. маја 1945. године, са непуних 18 година, у Зиданом Мосту у Словенији. Из рата је изашао са чином мајора.

### Послератни период
После ослобођења Југославије, остао је у професионалној војној служби у Југословенској народној армији (ЈНА). Обављао је високе дужности као официр Југословенске ратне морнарице (ЈРМ). Најпре је, по окончању рата, упућен на Вис, потом у Дубровник, где обавља дужност команданта гарнизона. Био је и начелник Политичког одељења ЈРМ, те члан Политичке управе ЈНА, као и члан Опуномоћства ЦК СКЈ за ЈРМ. Завршио је Вишу партијску школу „Ђуро Ђаковић“ од 1950. до 1952. године, Вишу војнопоморску академију ЈНА (1958), а 1963. године је дипломирао на Високој школи политичких наука у Београду. Студирао је и на Правном факултету Универзитета у Београду, али студије није завршио.
Године 1961. налазио се на месту помоћника команданта ескадре ЈРМ која је пратила маршала Тита на пропутовању по западној и северној Африци. Демобилисан је у марту 1965. године у чину капетана бојног брода ЈНА, али је у резерву преведен у чину контра-адмирала ЈНА. По напуштању војне службе, посветио се друштвено-политичком раду, на позив Ђорђија Ђока Пајковића, када је кооптиран у састав Централног комитета Савеза комуниста Црне Горе.
Налазио се на функцијама:
- Секретар Централног комитета Савеза комуниста Црне Горе, 1967. године,
- Председник Извршног већа Скупштине СР Црне Горе, од 5. маја 1967. до 7. октобра 1969. године,
- Председник Скупштине СР Црне Горе, од 1969. до 1974. године,
- Члан Председништва СФРЈ, од 29. јула 1971. до 15. маја 1984. и од 25. јуна 1985. до 26. јуна 1986. године,
- Потпредседник Председништва СФРЈ, од 16. маја 1976. до 16. маја 1977. и од 16. маја 1983. до 16. маја 1984. године,
- Председник ЦК СК Црне Горе, од маја до 30. јула 1984. године,
- Председник Председништва Централног комитета Савеза комуниста Југославије, од 25. јуна 1985. до 28. јуна 1986. године. У јануару 1989. после пада црногорског политичког руководства, поднео је оставку на место члана Председништва ЦК СКЈ, у ком се налазио од маја 1974. до маја 1979, те поново од јуна 1984. године. У том интервалу се налазио на месту члана Савезног савета за заштиту уставног поретка СФРЈ.[4]

Биран је за народног посланика Савезне скупштине СФРЈ у више сазива, а био је и члан Савезне конференције Социјалистичког савеза радног народа Југославије (ССРНЈ), од 1966. до 1968. године. На Деветом конгресу СКЈ изабран је у Председништво СКЈ, док је за члана Централног комитета СКЈ биран на Десетом, Једанаестом, Дванаестом и Тринаестом конгресу СКЈ. Имао је чин резервног контра-адмирала ЈНА.
У новембру 1956. године оженио се Љиљаном Жарковић, рођеном Миховиловић (1932—2015), родом из Истре, са којом је имао две ћерке.
Умро је 29. септембра 2000. године у Београду. Сахрањен је на Новом гробљу у Београду.

## Одликовања
Носилац је Партизанске споменице 1941. и других југословенских одликовања, међу којима су — Орден јунака социјалистичког рада, Орден југословенске звезде с лентом, Орден Републике са златним венцем, Орден за храброст, Орден партизанске звезде са пушкама, Орден заслуга за народ са сребрном звездом и др.
Године 1986. проглашен је почасним адмиралом Бокељске морнарице.
Од иностраних, одликован је 1972. године Орденом Британског царства у рангу великог крста, и током посете делегације Јапана Југославији, од стране тада престолонаследника Акихита је, 14. јуна 1976. године, одликован Орденом Излазећег сунца првог реда. Носилац је и одликовања из Француске, као и Изванредног великог крста ордена ратника Колумбије и Ордена Кондора Анда са златном огрлицом Боливије, којима је одликован приликом званичне посете Латинској Америци, 1983. године.

## Дела
Видоје Жарковић је написао следећа дела:
- „Стазама слободе — Сјећања”, Подгорица, 2000;
- „Моје виђење Тита”, Подгорица, 2005.